# Paradelphomyia czizekiana
Paradelphomyia czizekiana là một loài ruồi trong họ Limoniidae. Chúng phân bố ở miền Cổ bắc.